# Cavriago
Cavriago – miejscowość i gmina we Włoszech, w regionie Emilia-Romania, w prowincji Reggio Emilia.
Według danych na rok 2011 gminę zamieszkiwało 9698 osób, 569,8 os./km². Na terenie miejscowości znajduje się jedyna we Włoszech statua Lenina.
Tutaj urodziła się Orietta Berti (właśc. Orietta Galimberti) – włoska piosenkarka, jedna z najpopularniejszych włoskich piosenkarek lat 60. XX wieku, obok takich postaci jak Mina i Ornella Vanoni.